# Francesco Clemente
Francesco Clemente (Nápoles, 23 de marzo de 1952) es un artista y pintor italiano, representante del movimiento de transvanguardia. 

## Biografía
Nace en Nápoles el 23 de marzo de 1952, en el seno de una familia de origen aristocrático. Allí pasó su infancia y adolescencia. Estudió allí bachillerato, interesándose Clemente por el latín, el griego, la filosofía y la literatura italiana. Tras diplomarse en la escuela media superior, comienza a dedicarse a la pintura y la poesía de forma autodidacta. En 1968 conoció a Cy Twombly en Roma; su obra, lo mismo que la de Alighiero Boetti, le influiría grandemente en sus inicios. En 1970 se traslada a Roma para inscribirse en la Facultad de Arquitectura, pero pronto abandonó los estudios de arquitectura para dedicarse a la pintura y el dibujo.
En 1971 realiza su primera exposición de collages en la Galería de Valle Giulia de Roma. Realizó en los años setenta una serie de viajes que le sirvieron de gran inspiración, tanto artística como espiritual. En 1972 siguió a Boetti a Afganistán, donde produjo una serie de pasteles. Pero fueron sobre todo sus viajes a la India los que influirían en su obra. En Madrás abrió un estudio.
En 1979 se acerca a la Transvanguardia italiana, del que es uno de los máximos exponentes junto a Enzo Cucchi, Sandro Chia, Horacio Cordero, Nicola De María y Mimmo Paladino, con los cuales realiza una exposición en Colonia. Se convierte en uno de los jefes de filas del «regreso a la figuración». De 1980 es su primera exposición en solitario en la galería Sperone Westwater.
A partir de los años ochenta comienza a tener gran éxito internacional. Realiza entonces una serie de cuadros inspirados en las estaciones del Vía Crucis, produce numerosos libros, una recopilación de fotografías de arquitectura y un grupo de miniaturas pintadas con la colaboración de artistas hindúes de Madrás.
Viajó a Nueva York por vez primera en 1980 y, dos años más tarde, casado y padre de familia, se instaló allí y abrió un estudio. En 1982 realiza su primera gran pintura al fresco, los murales de la piscina del doctor Huvert Burda. Ese mismo año participó en documenta 7 de Kassel. En 1984 hace una serie de trabajos en conjunto con Andy Warhol y Jean-Michel Basquiat. En 1985 realizó los frescos de la discoteca Palladium, en Nueva York. Fue quien realizó varias de las obras que aparecen en la película Great Expectations, basada en la novela homónima de Dickens.
Actualmente, Francesco Clemente vive y trabaja en Nueva York, Roma y Madrás.

## Estilo
Sus obras iniciales romanas se caracterizan por ser intensamente subjetivas, ligadas al cuerpo (el suyo, el de las mujeres), deformados, mutilados, así como a la sexualidad; estaban realizadas con una rica paleta de colores. Posteriormente se inspiró en el arte y en el folclore de la India, especialmente notable en cuanto al número de sus trabajos y los materiales utilizados. Trabajó en sucesivas ocasiones en colaboración con artistas hindúes.
Cuando se instaló en Nueva York en los años ochenta produjo la mayor parte de las pinturas al óleo, con connotaciones violentas, expresionistas y casi místicas. Los cuadros de Clemente combinan la abstracción con algunas formas figurativas.

## Algunas exposiciones
- Tate Modern, Londres
- Staatliche Museen, Berlín
- National Gallery of Australia, Canberra
- Kunstmuseum de Basilea, Suiza
- Museo de Arte contemporáneo Castello di Rivoli, Turín

En los años noventa la obra de Francesco Clemente se expuso en la Royal Academy de Londres, en el Centro Pompidou de París así como en el Museo de Sezon, Tokio. En 1999-2000, la obra de Francesco Clemente se ha presentado en una gran retrospectiva en el museo Salomon R. Guggenheim, en la que se expusieron las famosas colaboraciones de los años ochenta.